# Navata

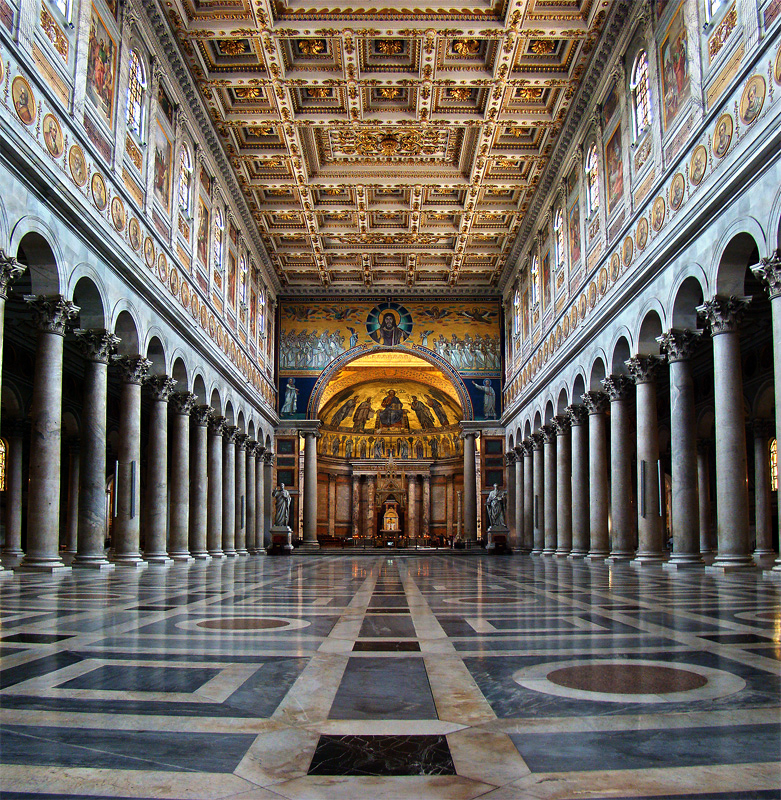
La navata centrale della Basilica di San Paolo fuori le mura

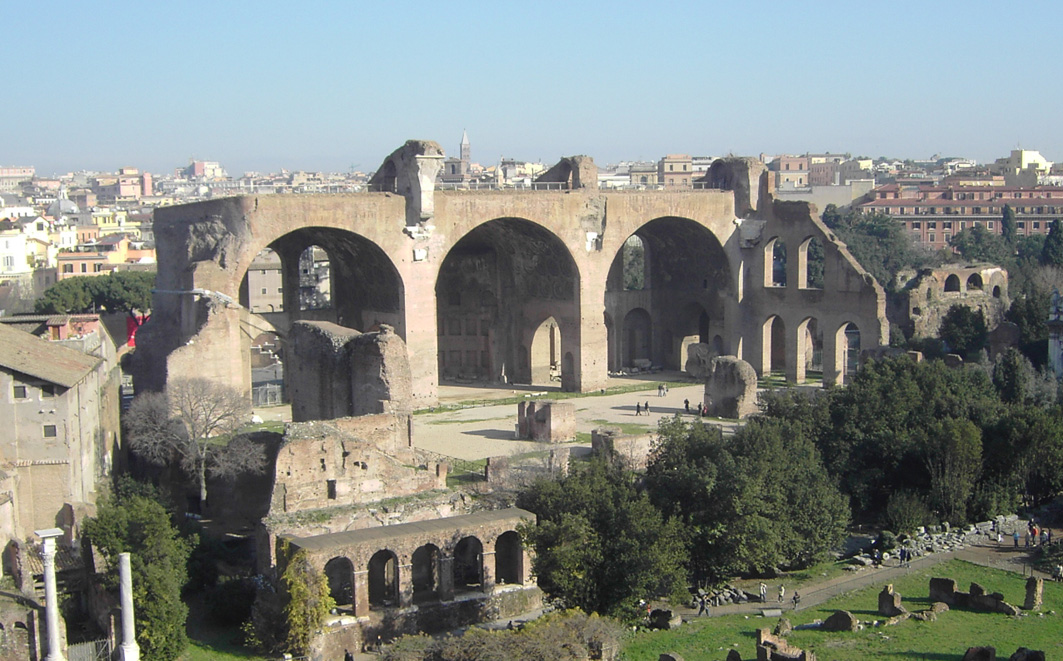
Le navate della basilica civile di Massenzio

La navata è la suddivisione interna di un edificio di grandi dimensioni, sia civile sia religioso, per mezzo di una fila di colonne o di pilastri separati da arcate o architravi. Le navate furono adottate nell'architettura greca e romana per dividere edifici coperti a uso pubblico, quali portici (o stoai), e basiliche civili. Il grande vantaggio delle navate era quello di dividere lo spazio interno in più sezioni che venivano coperte separatamente, quindi senza dover ricorrere a cupole e tetti mastodontici nel caso di edifici molto grandi.
Negli edifici religiosi il corpo delle navate è solitamente inscritto nel cosiddetto piedicroce. Le chiese infatti avevano spesso una pianta a croce latina, dove il corpo delle navate, che andava dal fondo dell'edificio alla crociera col transetto, occupava la parte inferiore della croce appunto. Non bisogna confondere, quindi, il piedicroce con la navata.

## Storia
Con l'ascesa del cristianesimo e l'abbandono del paganesimo ad opera dell'imperatore romano Teodosio I, i luoghi di culto già esistenti, ovvero i templi romani e greci, entro i quali solamente il sacerdote officiante i riti religiosi poteva accedere (il popolo infatti rimaneva all'esterno di essi), non si rivelarono adatti per il nuovo culto, che si era ormai codificato con la celebrazione dell'eucaristia da avvenire al chiuso. Inoltre i cristiani avevano un marcato disprezzo verso la religione pagana, ed il riutilizzo di templi antichi come chiese fu molto limitato in tutta l'Europa e il Mediterraneo.
Costantino I fu il primo a costruire nuove basiliche che si rifacevano alle basiliche civili, edifici polifunzionali dediti a varie attività commerciali, forensi e politiche. Le basiliche cristiane, la cui architettura fu presto codificata, avevano navate come le basiliche civili, da tre a cinque. La navata centrale era più alta, mentre le navate laterali erano più basse e più strette. La parte di navata centrale che emergeva oltre le navate laterali si chiama cleristorio, ed era particolarmente importante in epoca paleocristiana perché vi venivano collocate grandi finestre che inondavano la basilica di luce. La forma delle navate determinò anche il profilo della facciata, detta "a capanna" per via degli spioventi digradanti sui lati.
Sopra le navate laterali, vennero spesso collocati i matronei cioè la parte rialzata della chiesa riservata spesso alle donne (ma esistono anche "matronei" per la corte imperiale o altro).

## Simbolismo
Il termine "navata" racchiude un significato simbolico. Esso deriva non solo dalla struttura architettonica del soffitto che spesso nelle chiese romaniche e gotiche ha la forma di una carena capovolta, ma anche e soprattutto dalla "barca" da cui Gesù ammaestrava le folle (Luca 5, 3), come anche dalla barca-chiesa che san Pietro apostolo
guida nella tempesta (Matteo 8, 23-27; 14, 24-34) e che i vescovi continuano a guidare ovunque ed in ogni epoca. Nell'VIII secolo san Bonifacio scriveva che "la Chiesa è come una grande nave che solca il mare del mondo. Sbattuta com'è dai diversi flutti di avversità, non si deve abbandonare, ma guidare". I padri della Chiesa indicano l'arca di Noè quale figura della Chiesa che accoglie tutti (Sant'Agostino, Contro Fausto, 12, 15; Cirillo di Gerusalemme, Catechesi, 17, 10; san Girolamo, Contro i luciferani, 22).
La navata richiama il cammino da fare per giungere "all'altare di Dio" (salmo 43,4). È segno del pellegrinaggio che il popolo di Dio è chiamato a compiere per giungere alla casa del suo Signore (salmo 84).

## Pianta di una Basilica nord europea o di pellegrinaggi
- Pianta intera

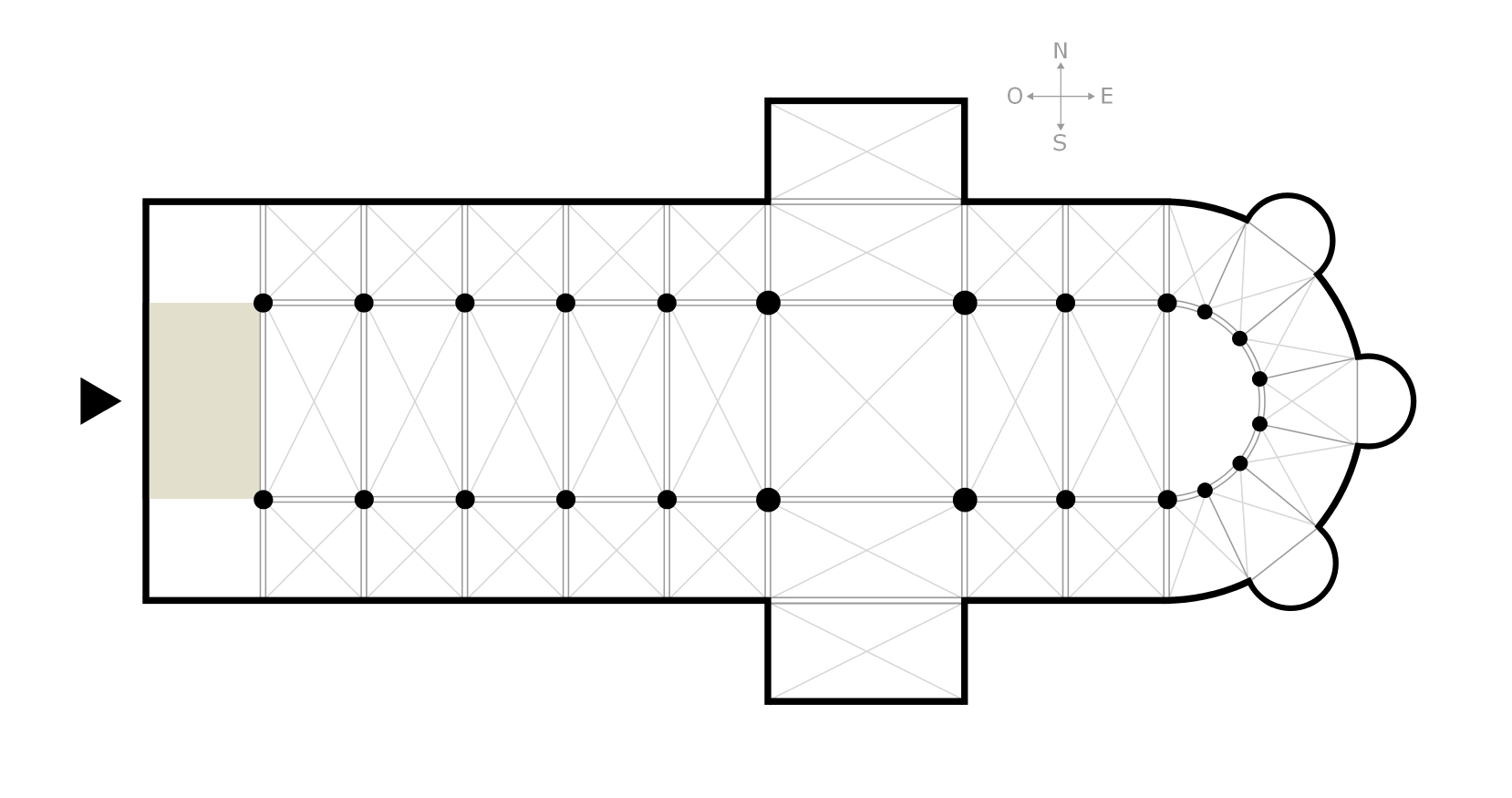
Nartece o atrio
Navata centrale
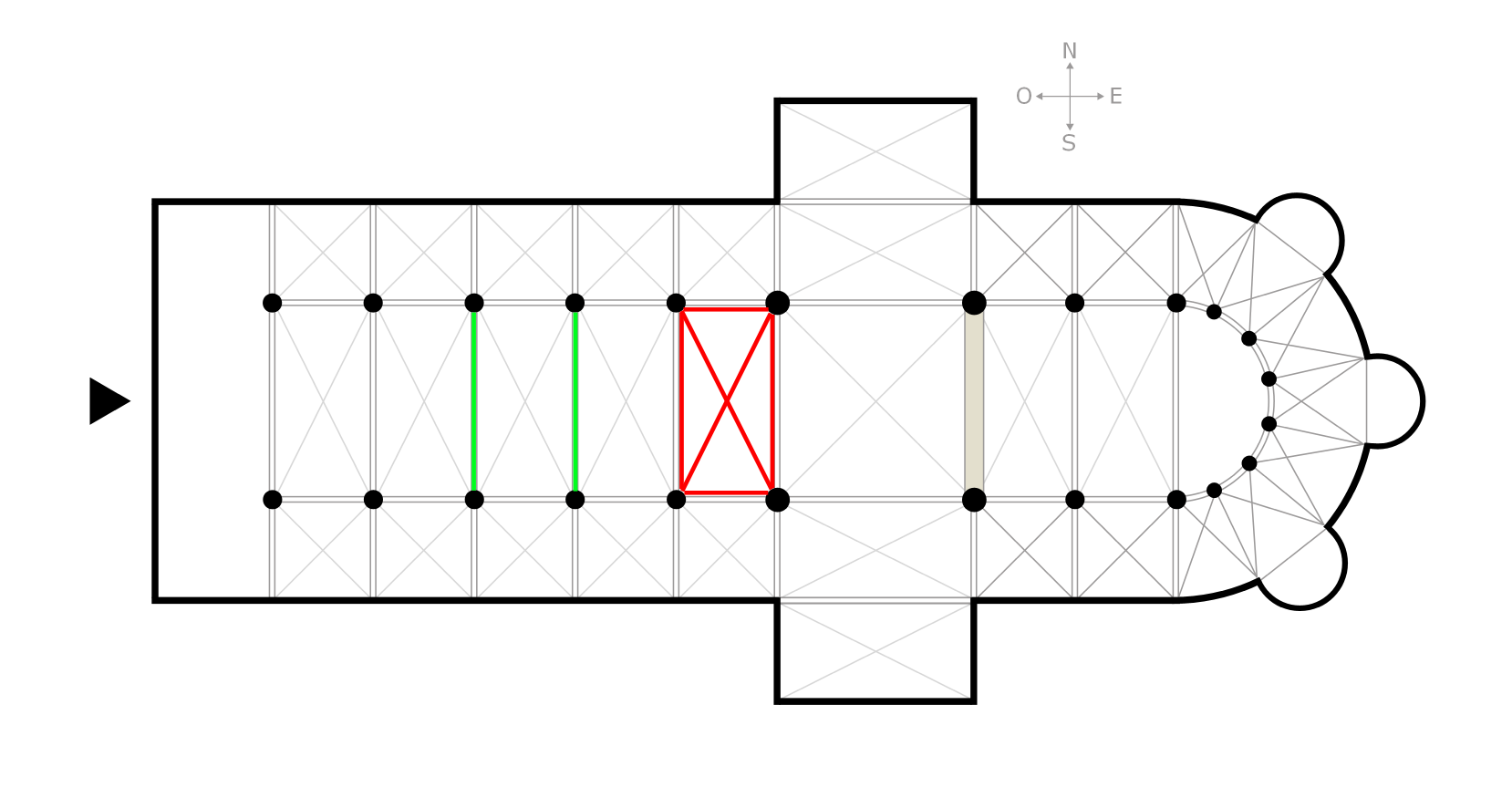
Crociera (parte marcata)
Navate laterali
Aula o piedicroce
Transetto
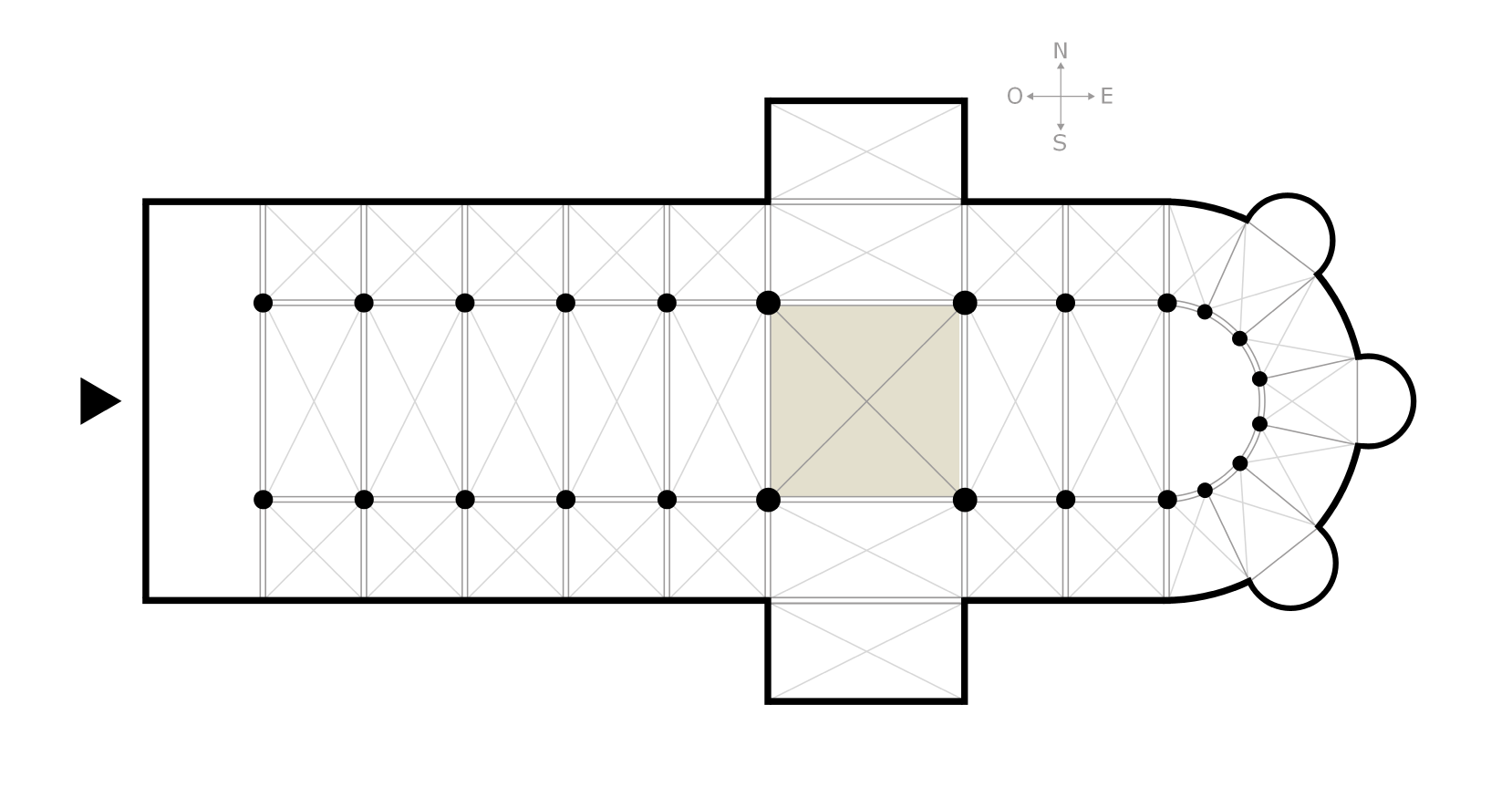
Crociera del transetto
Presbiterio
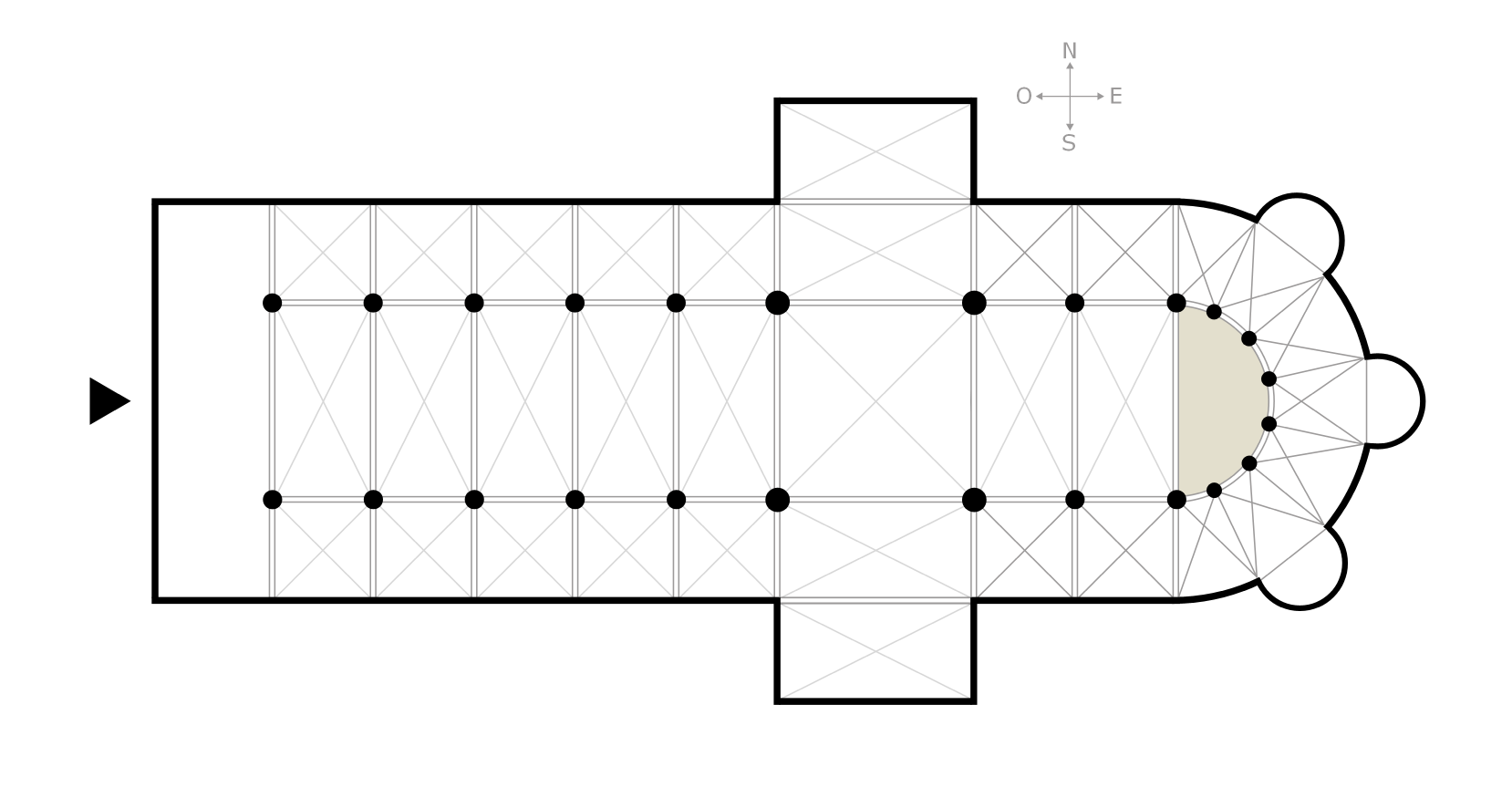
Abside
Deambulatorio
Capocroce